# Farhad Majidi
Farhad Majidi Ghadikolaei (persisch فرهاد مجیدی; * 3. Juni 1976 in Teheran) ist ein ehemaliger iranischer Fußballspieler. Er war Mitglied des iranischen Nationalteams und einer unter den Fans beliebtesten Stars des Esteghlal Teherans.
Im Jahr 2010 wurde er zum asiatischen Fußballer des Jahres nominiert und belegte bei der Wahl den zweiten Platz.

## Karriere
Nachdem Majidi für Esteghlal Teheran mehrere Jahre gespielt hatte, ging er zum Wiener Fußballklub SK Rapid Wien. Dort spielte er jedoch nur eine Saison und wechselte dann zu Al-Wasl in der UAE Arabian Gulf League. An der Seite seines Landsmanns Alireza Nikbakht Vahedi erreichte Majidi mit der Mannschaft die Tabellenspitze, hatte aber auch öfters Pech mit Verletzungen.
Einer der Höhepunkte in der Karriere von Majidi war seine kurze Ausleihe an Al Ain Club. Majidi war der Star des AFC-Champions-League-Halbfinales 2003 gegen Dalian Shide. Sein Tor verhalf Al Ain, um in das AFC-Champions-League-Finale zu kommen, schließlich gewann die Mannschaft zum ersten Mal in der Geschichte die AFC Champions League.
In den fünf Jahren, die Majidi für Al Wasl FC spielte, schoss er über 100 Tore. Er verließ Al Wasl im Jahr 2006 und ging zu Al-Nasr Sports Club (Dubai). Am 10. Februar 2007 bekam Majidi einen Vertrag bis zum Ende der Saison mit Al-Ahli (Vereinigte Arabische Emirate). Nach dessen Ablauf unterschrieb Majidi eine Saison lang einen Vertrag mit Esteghlal. Er verlängerte seinen Vertrag mit Esteghlal für zwei weitere Jahre und wurde meist als offensiver Mittelfeldspieler eingesetzt. Daneben hatte er dort auch das Kapitänsamt inne. Mit Esteghlal gewann er die Meisterschaft und war in der Saison 2009/10 der beste Torschütze seines Teams. Nach einem kurzen Gastspiel beim katarischen Verein al-Gharafa Sports Club beendete er 2013 mit dem Gewinn der Meisterschaft bei Esteghlal seine Karriere.
Von 1996 bis 2011 absolvierte er 45 Partien für die iranische Fußballnationalmannschaft, in denen er zehn Tore erzielte.

### Rücktritt
Der frühere Kapitän (کاپيتان) und die Nummer sieben der Mannschaft Esteghlal erklärte seinen Rücktritt vom Fußball am 28. September 2012 (am Siebten, Siebten des persischen Kalenders). Farhad Majidi wurde nach 2 Monaten Fußballpause in die erste Mannschaft von Esteghlal aufgenommen und gewann als Kapitän die IPL 2012/2013.

### Erfolge
- Sieg der AFC Champions League: 2003 mit Al Ain Club
- Iranischer Meister: 2009, 2013 mit Esteghlal Teheran
- Meister der Vereinigten Arabischen Emirate: 2006 mit Al-Ahli
- Sieg des Hazfi Cup: 2008 mit Esteghlal Teheran
- Sieg des Emir of Qatar Cup: 2012 mit al-Gharafa

- The World’s Most Popular Footballer Amongst Currently Active Players der IFFHS: 2010